# Donaueschingen
Donaueschingen – miasto w Niemczech, w kraju związkowym Badenia-Wirtembergia, w rejencji Fryburg, w regionie Schwarzwald-Baar-Heuberg, w powiecie Schwarzwald-Baar, siedziba związku gmin Donaueschingen. Liczy 21 128 mieszkańców (stan na 31 grudnia 2010). Znajduje się tu źródło Dunaju (od niemieckiej nazwy tej rzeki – Donau, wywodzi się nazwa miejscowości).
Miasto i jego okolice są głównym centrum golfowym w Niemczech. W tutejszym ośrodku golfowym oraz stadionie Anton-Mall-Stadion Sportzentrum, w dniach od 19 do 31 maja 2008 piłkarska reprezentacja Polski przygotowywała się na zgrupowaniu do swych debiutanckich finałów Mistrzostw Europy (Austria/Szwajcaria 2008).
W mieście znajduje się stacja kolejowa.

## Współpraca

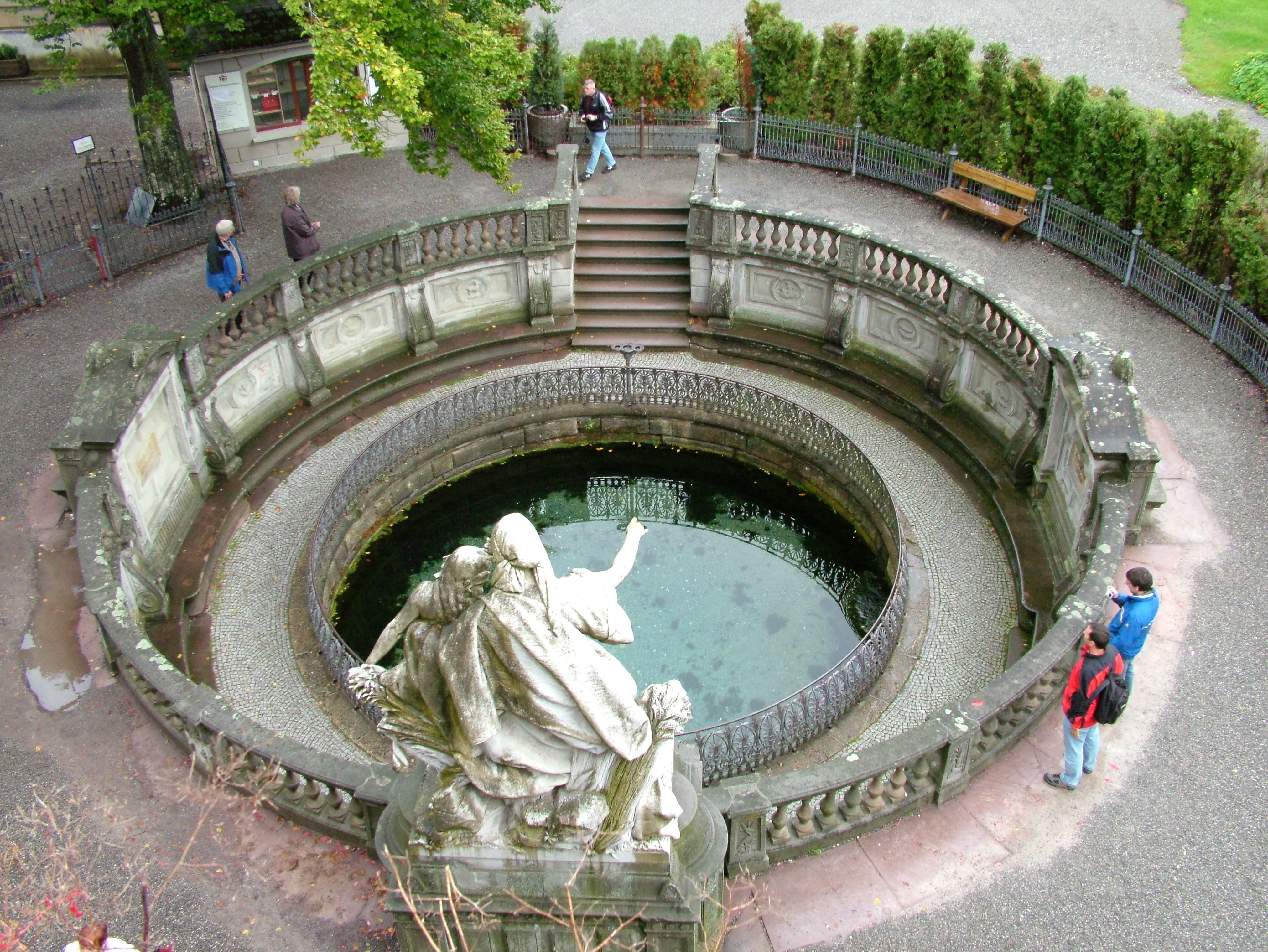
Źródło Dunaju

Miejscowości partnerskie:
- Kaminoyama, Japonia
- Saverne, Francja
- Vác, Węgry